# Bucătăria pentru toți
Bucătăria pentru toți este o revistă din România, înființată în anul 2002 de Răzvan Cucui împreună cu Florin Vlanga.
Un an mai târziu, o parte din acțiuni au fost preluate de trustul Academia Cațavencu, iar în 2006, Cucui și Vlanga și-a vândut acțiunile lui Sorin Vulpe, cu puțin timp înainte ca grupul Cațavencu să fie cumpărat de Sorin Ovidiu Vîntu.
Sorin Vulpe este șeful diviziei Life Style din Realitatea-Cațavencu.
În februarie 2010, grupul Realitatea-Cațavencu a vândut revista către Răzvan Cucui.